# FC Zürich
Fussballclub Zürich švicarski je nogometni klub iz Züricha. Trenutno se natječe u Švicarskoj Superligi. Domaće utakmice igra na Letzigrundu.

## Klupski uspjesi
- Švicarska Superliga
  - Prvak (13): 1901./02., 1923./24., 1962./63., 1965./66., 1967./68., 1973./74., 1974./75., 1975./76., 1980./81., 2005./06., 2006./07., 2008./09., 2021./22.
- Challenge League/Nationalliga B
  - Prvak (4): 1940./41., 1946./47., 1957./58., 2016./17.
- Švicarski kup
  - Osvjač (10): 1965./66., 1969./70., 1971./72., 1972./73., 1975./76., 1999./2000., 2004./05., 2013./14., 2015./16., 2017./18.
- Švicarski liga kup
  - Osvajač (1): 1980./81.

## Vanjske poveznice
- Službena mrežna stranica